# Плахино (Архангельская область)
Плахино — деревня в Холмогорском районе Архангельской области. Часть села Пиньгиша. Входит в МО «Хаврогорское».

## География
Находится на правом берегу реки Пиньгиша (приток Пукшеньги). К востоку от деревни находится деревня Заозеро. Через деревню проходит дорога «Задняя — Плахино — Заречье — Погост». К западу от Плахино на левом берегу Северной Двины находится деревня Усть-Емца.

## История
До 1922 года Плахино входило в состав Пиньгишской волости Холмогорского уезда Архангельской губернии, в 1922—1925 годах — в составе Емецкого уезда, в 1925—1929 годах — в составе Архангельского уезда. В 1929 году деревня Плахино вошло в состав Емецкого района Архангельского округа Северного края. С 1959 года, после упразднения Емецкого района, деревня находится в Холмогорском районе Архангельской области.

## Население
| 2002 | 2010 | 2012 |
| ---- | ---- | ---- |
| 13   | ↘9   | ↗11  |

В 2002 году в Плахино было 10 человек (русские — 100 %).

### Карты
- Плахино на карте Wikimapia